# Médaille d'honneur du service de santé des armées
La médaille d’honneur du Service de santé des armées est une distinction française récompensant les « personnes qui ont apporté ou prêté leur concours » au Service de santé des armées et « qui se sont particulièrement signalées par leurs services ou leur dévouement ». 

## Historique
La médaille d’honneur du Service de santé des armées est instituée par le décret no 62-1037 du 30 août 1962. Elle remplace les trois médailles d'honneur des services de santé militaires et les trois médailles d'honneur des épidémies :
- Médaille d'honneur du service de santé militaire (1931[3],[4]) ;
- Médaille d'honneur du service de santé de la Marine (1947[5]) ;
- Médaille d'honneur du service de santé de l'Air (1948[6],[7]) ;
- Médaille d'honneur des épidémies du ministère de la Guerre (1892) ;
- Médaille d'honneur des épidémies du ministère de la Marine (1909) ;
- Médaille d'honneur des épidémies du ministère de la France d'outre-mer (1927).

## Modalités d'attribution
La médaille peut être attribuée à des civils et à des militaires. L'attribution est faite au nom du ministre des Armées sur proposition du directeur central du Service de santé des armées. Le diplôme qui sanctionne la remise de la médaille est signé par le ministre et contresigné par le directeur central.
La médaille compte quatre échelons :
- Bronze, pouvant être accordé à partir de 10 ans de services ;
- Argent, pouvant être accordé à un titulaire de la médaille de Bronze à partir de 15 ans de services ;
- Vermeil, pouvant être accordé à un titulaire de la médaille d'Argent à partir de 20 ans ;
- Or, attribué pour services exceptionnels (sans notion d'ancienneté)[10].

Les membres de l'ordre national de la Légion d'honneur qui n'ont pas reçu la médaille de Bronze peuvent être directement proposés aux échelons d'Argent et de Vermeil.
Le décret du 29 juin 1979 permet l'attribution de cette distinction à titre posthume

## Insigne
- Médaille : ronde.
- Avers : effigie de la République sous la forme d'une femme ailée les cheveux au vent, entourée de la légende « république française »[8].
- Revers : coupe d'Hygie et palme posées sur un cartouche nominatif rectangulaire, entourés de la légende « ministère de la défense », et, en dessous du cartouche, les inscriptions « dévouement » et « service de santé des armées »[8].
- Ruban : deux bandes tricolores juxtaposées par le rouge et bordée d'un liseré blanc. Le ruban de l'échelon d'argent porte une rosette tricolore en son centre. La rosette se trouve sur un demi-nœud (ou canapé) argent pour l'échelon vermeil et sur un demi-nœud or pour l'échelon or.

| Bronze | Argent | Vermeil | Or |
| ------ | ------ | ------- | -- |
|        |        |         |    |
|        |        |         |    |

### Sources
- Jacques Demougin et Jean-Philippe Douin, Les Décorations françaises, Trésor du Patrimoine, Paris, 2003  (ISBN 2-911468-99-6).
- « Médaille d'honneur du service de santé des armées », dans Michel Droit (dir.), Ordres et décorations de France, Toulouse, éditions du Grand Rond, 1982 (OCLC 489761753, ASIN B005TJT774), p. 383.